# Arujá (kommun)
Arujá är en kommun i Brasilien.   Den ligger i delstaten São Paulo, i den sydöstra delen av landet, 900 km söder om huvudstaden Brasília. Antalet invånare är 74 818.
Följande samhällen finns i Arujá:
- Arujá

Omgivningarna runt Arujá är en mosaik av jordbruksmark och naturlig växtlighet. Runt Arujá är det tätbefolkat, med 613 invånare per kvadratkilometer.